# DSV
DSV är en global leverantör av transport- och logistiktjänster med huvudkontor i Hedehusene i Høje-Tåstrups kommun väster om Köpenhamn. Det ägs av det på Köpenhamnsbörsen börsnoterade  DSV A/S. Företagets namn är en akronym för De Sammensluttede Vognmænd, som bildades 1976 och som har genomgått flera namnbyten och omstruktureringar sedan dess. Senast köptes bl.a. Panalpina Welttransport (Holding) AG i Basel i augusti 2019. DSV äger endast i begränsad omfattning transportmedel och låter transporter ske med externa leverantörer (Asset Light Business Model).
Koncernen består av tre divisioner: DSV Road (lastbilstransporter), DSV Air & Sea (sjö- och flygtransporter) och DSV Solutions (lagerhållning och tredjepartslogistik), vilka alla är representerade i Sverige. DSV har egna kontor i fler än 80 länder (2022) men har aktiviteter i fler än 100 och över 75 000 anställda. DSV uppför från augusti 2021 logistikcenter på en 700 000 kvadratmeters yta vid Lund nära Horsens med första inflyttning i slutet av 2022 eller början av 2023. Färdigställning beräknas ske 2026.
Koncernen hade 2022 en omsättning på 235,665 miljarder danska kronor.
Den 13 september 2024 meddelade DSV att de hade förvärvat DB Schenker. Köpesumman är 14,3 miljarder euro och affären väntas slutförd under andra kvartalet 2025.
Den 15 april 2025 meddelade DSV att alla villkor för att slutföra förvärvet av Schenker från Deutsche Bahn uppfyllts, inklusive godkännande av EU-kommissionen och att väntetiden i USA löpt ut. Transaktionen beräknades därmed kunna slutföras den 30 april 2025.
Affären slutfördes den 30 april 2025, varvid DSV förvärvade 100 % av Schenker och dess dotterbolag. Det totala antalet anställda uppgår till närmare 160 000 personer. De årliga synergieffekterna beräknades uppgå till 9,0 miljarder DKK vid slutet av 2028. De totala integrationskostnaderna förväntades uppgå till 11,0 miljarder DKK.